# Ocaña (Spanien)
Ocaña ist eine Gemeinde in der spanischen Provinz Toledo der Autonomen Gemeinschaft Kastilien-La Mancha.
Der 51 km von Toledo und 60 km von Madrid entfernte Ort auf 730 m ü. d. M. zählt 14.469 Einwohner (Stand: 2024) auf 148 km², das sind 98 Einwohner pro Quadratkilometer.

## Persönlichkeiten
- Andrés Oliva (1948–2023), Radrennfahrer

## Weblinks

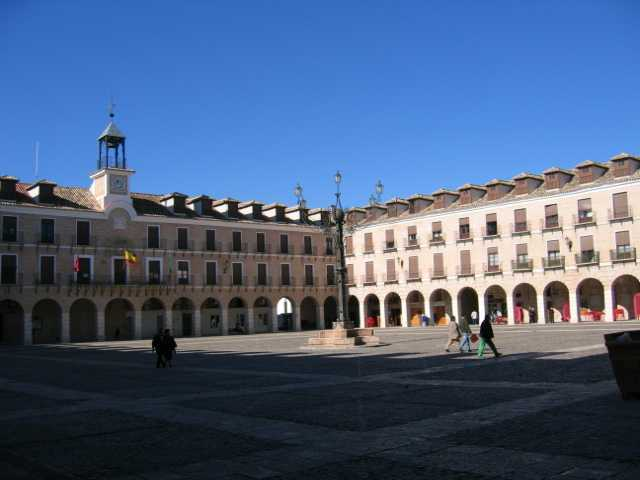
Plaza mayor von Ocaña